# Comuna Iskrene, Șpola
Iskrene (în ucraineană Іскрене) este o comună în raionul Șpola, regiunea Cerkasî, Ucraina, formată din satele Heorhiivka și Iskrene (reședința).

## Demografie
Componența lingvistică a comunei Iskrene
     Ucraineană (98,42%)
     Rusă (1,05%)
     Alte limbi (0,44%)
Conform recensământului din 2001, majoritatea populației comunei Iskrene era vorbitoare de ucraineană (98,42%), existând în minoritate și vorbitori de rusă (1,05%).